# J.B. Charlesprijs
De J.B. Charlesprijs was een eenmalige, aan Eva Gerlach uitgereikte, literaire prijs.
De prijs is genoemd naar J.B. Charles (pseudoniem van Willem Nagel) die hem in 1981 instelde om Gerlachs debuutbundel Verder geen leed te bekronen.
De prijs bestond uit een kistje met mousserende wijn. Er heeft echter geen officiële uitreiking plaatsgevonden. De dichteres kreeg de wijn via haar uitgever De Arbeiderspers toegestuurd. Gerlach is dan ook de enige winnaar van deze prijs.